# Freddy Deschaux-Beaume
Pour les articles homonymes, voir Deschaux et Beaume.
Freddy Deschaux-Beaume, né le 4 mars 1942 à Alger, est un homme politique français, membre du Parti socialiste.

## Biographie
Inspecteur départemental de l'Éducation nationale, Freddy Deschaux-Beaume est député socialiste de l'Eure de 1981 à 1993 et maire des Andelys de 1989 à 1995.
Maire d'Opoul-Périllos de 2006 à 2008, il est adjoint au maire de cette commune de 2008 à 2014.

## Mandats
Député
- 2 juillet 1981 - 1er avril 1986 : député de la 4e circonscription de l'Eure
- 2 avril 1986 - 14 mai 1988 : député de l'Eure
- 23 juin 1988 - 1er avril 1993 : député de la 5e circonscription de l'Eure

Élu municipal
- 1989-1994 : maire des Andelys (Eure)
- 2006-2014 : membre du conseil municipal d'Opoul-Périllos (Pyrénées-Orientales)
  - 2006-2008 : maire
  - 2008-2014 : adjoint au maire
- 2020-: membre du conseil municipal d'Opoul-Périllos (Pyrénées-Orientales)

## Ouvrage
- Jésus ou le triomphe de l'échec, Nice, France Europe Editions Livres, 2003, 559 p. (ISBN 2-84825-056-9, lire en ligne)

## Décoration
- Il est nommé chevalier de la Légion d'honneur en 2002[2].